# Bertiera tessmannii
Bertiera tessmannii är en måreväxtart som beskrevs av Kurt Krause. Bertiera tessmannii ingår i släktet Bertiera och familjen måreväxter.
Artens utbredningsområde är Guinea. Inga underarter finns listade i Catalogue of Life.